# جاسون لندن
جاسون لندن (بالإنجليزية: Jason London)‏ هو ممثل أمريكي، ولد في 7 نوفمبر 1972 بسان دييغو في الولايات المتحدة.

## أعمال

### مسلسلات
- تشريح غراي
- التحقيق في موقع الجريمة
- عقول إجرامية

## وصلات خارجية
- جاسون لندن على موقع IMDb (الإنجليزية)
- جاسون لندن على موقع ألو سيني (الفرنسية)
- جاسون لندن على موقع تيرنر كلاسيك موفيز (الإنجليزية)
- جاسون لندن على موقع أول موفي (الإنجليزية)
- جاسون لندن على موقع قاعدة بيانات الأفلام السويدية (السويدية)
- جاسون لندن على موقع إن إن دي بي (الإنجليزية)
- جاسون لندن على موقع قاعدة بيانات الفيلم (الإنجليزية)
- جاسون لندن على موقع كينوبويسك (الروسية)
- جاسون لندن على موقع كينوبويسك (الروسية)